# Petar II. Aleksandrijski

Papa Petar II. Aleksandrijski bio je 21. papa Aleksandrije i patrijarh svetog Trona sv. Marka od 373. do 381. 
godine. Bio je učenik  sv. Atanazija I. koji ga je odredio za svoga nasljednika prije svoje smrti 373. godine.

## Život
Bio je revni protivnik arianizma i pretrpio je mnoge nevolje od sljedbenika Arija koji su ga često pokušavali ubiti, ali ga je nedugo nakon njegova imenovanja za papu, prefekt Paladije, koji je djelovao po zapovijedima rimskog cara Valensa, (car Istočnog rimskog carstva od 364. do 378.godine) odvezao iz grada i na njegovo mjesto postavio Lucija, pristašu arijanizma kao biskupa.

Pošto je arijanstvo imalo dosta uvaženih sljedbenika, Petar se osjećao nesigurnim da se vrati u Aleksandriju nego je potražio utočište u Rimu, gdje ga je primio papa Damaz I. (366. – 384. AD) i pružio mu punu podršku u suprotstavljanju arijancima.

## Povratak
Tijekom vremena, protivnici arijanaca su znatno ojačali, nakon čega se, 375. godine, Petar vratio u Aleksandriju, gdje je saznao da je Lucije pobjegao radi straha od stanovništva koje nije odobravalo da se njega kao arijanca, postavi da obnaša funkciju patrijarha na svetom Tronu sv. Marka.

## Ostavština
Nakon povratka u Aleksandriju, Petar II. je ostao na Tronu pape Aleksandrijskog punih 6 godina od progona, tijekom kojega vremena se snažno odupirao arijancima. Odlazi kada je napunio 8 godina na Tronu sv. Marka. Slavi se u Koptskoj crkvi 12. veljače (20. dana amšira prema koptskom kalendaru). Njegovo ime je ubilježeno u sinaksarionu.

## Vanjske poveznice
- Petar II. Aleksandrijski
- Peter II. Aleksandrijski
- Odlazak sv. Atanazija
- Sinaksarion biskupa Suriela  Arhivirana inačica izvorne stranice od 21. ožujka 2018. (Wayback Machine)
- Sinaksarion koptske Crkve
- Aleksandrijska Crkva
- Khaled Gamelyan: The Coptic Encyclopedia,opensource

| Koptske pape Aleksandrije           | Koptske pape Aleksandrije           | Koptske pape Aleksandrije            |
| ----------------------------------- | ----------------------------------- | ------------------------------------ |
| prethodnik Atanazije Aleksandrijski | Aleksandrijske pape 373. - 381. AD. | nasljednik Timotej I. Aleksandrijski |